# Stratasys
Stratasys ist ein US-amerikanisch-israelischer Hersteller von 3D-Druckern und 3D-Produktionssystemen. Das Unternehmen hat Hauptsitze in Minnesota und Israel und ist am NASDAQ gelistet. Ingenieure können Stratasys-Systeme verwenden, um komplexe Geometrien in einer Vielzahl von thermoplastischen Materialien zu modellieren, darunter: Acrylnitril-Butadien-Styrol-Copolymer (ABS), Polyphenylsulfon (PPSF), Polycarbonat (PC) sowie Polyetherimid und Nylon 12. 
Von Stratasys-Druckern erstellte Produkte können in den Bereichen Automobile, Luft- und Raumfahrt, Industrie, Freizeit, Elektronik, Medizin und Konsumgüter zum Einsatz kommen.

## Geschichte
Stratasys wurde 1989 von S. Scott Crump und seiner Frau Lisa Crump in Eden Prairie in Minnesota, gegründet. Die Idee für die Technologie kam Crump 1988, als er beschloss, mit einer Klebepistole, die mit einer Mischung aus Polyethylen und Kerzenwachs gefüllt war, einen Spielzeugfrosch für seine kleine Tochter herzustellen. Er dachte daran, die Form Schicht für Schicht zu erzeugen und an eine Möglichkeit, den Prozess zu automatisieren. Im April 1992 verkaufte Stratasys sein erstes Produkt, den 3D Modeler. Im Oktober 1994 erfolgte der Börsengang an der NASDAQ. 1996 wurde in Zusammenarbeit mit IBM ein 3D-Drucker entwickelt.
Am 16. April 2012 gab Stratasys bekannt, dass das Unternehmen mit dem in Privatbesitz befindlichen Unternehmen Objet Ltd. fusionieren wird, einem führenden Hersteller von 3D-Druckern mit Sitz aus Rechovot in Israel, in einer reinen Aktientransaktion. Es wurde erwartet, dass die Stratasys-Aktionäre 55 Prozent und die Objet-Aktionäre 45 Prozent des kombinierten Unternehmens besitzen würden. Die Fusion wurde am 3. Dezember 2012 abgeschlossen.
Im Januar 2010 unterzeichnete Stratasys eine Vereinbarung mit Hewlett Packard zur Herstellung von 3D-Druckern der Marke HP. Im August 2012 wurde die Herstellungs- und Vertriebsvereinbarung mit HP beendet.
Am 19. Juni 2013 gab MakerBot Industries bekannt, dass es von Stratasys für eine Summe von 403 Mio. US-Dollar übernommen wurde.